# Secret Story (álbum)
Secret Story es un álbum de estudio grabado por Pat Metheny (1954-) en 1992. Incorpora todo tipo de influencias musicales de varios géneros world además de incluir colaboraciones de la London Symphony Orchestra (orquesta sinfónica de Londres) y su director Jeremy Lubbock, la Pinpeat Orchestra of the Royal Ballet (orquesta de pinpeat del ballet real), el Choir of the Cambodian Royal Palace (Coro del Palacio Real Camboyano), el armonicista Toots Thielemans, y varios miembros del Pat Metheny Group, entre ellos, el pianista Lyle Mays.
En 2007 fue lanzada una versión remasterizada (a la que se denominó Secret Story [Deluxe Edition]) que incluía cinco temas inéditos.

## Lista de temas
1. «Above the treetops» (2:43), basada en la canción espiritual camboyana «Buong»
2. «Facing west» (6:05).
3. «Cathedral in a suitcase» (4:52).
4. «Finding and believing» (10:00).
5. «The longest summer» (6:34).
6. «Sunlight» (3:53).
7. «Rain river» (7:09).
8. «Always and forever» (5:26), dedicada a los padres de Metheny. Guitarra punteada acompañada por la orquesta; desde la mitad de la obra la armónica lleva la melodía.
9. «See the world» (4:48)
10. «As a flower blossoms (I am running to you)» (1:53), con el susurro de Akiko Yano
11. «Antonia» (6:11), acordeón, guitarra punteada y silbido.
12. «The truth will always be» (9:15), marimba y orquesta; solo de guitarra sintetizada Roland.[1]
13. «Tell her you saw me» (5:11), obra lenta, en compás de 3/4, guitarra punteada y orquesta.
14. «Not to be forgotten [Our final hour]» (2:22), con la London Symphony Orchestra y su director Jeremy Lubbock.

### Edición deluxe
La edición "deluxe", incluye, además, los siguientes temas:
1. «Back in time» (5:21).
2. «Understanding» (4:05).
3. «A change in circumstance» (2:14).
4. «Look ahead» (1:19).
5. «Et si c'était la fin» («As if it were the end») (3:39).

Ninguno de estos últimos habían sido lanzados con anterioridad.